# 이리나 킨제르스카
이리나 니콜라예브나 킨제르스카(아제르바이잔어: İrina Nikolayevna Kindzerskaya, 우크라이나어: Іри́на Микола́ївна 
Кіндзерська 이리나 미콜라이우나 킨제르스카[*], 1991년 6월 13일~)는 우크라이나 출신 아제르바이잔의 전 유도 선수이다.
그녀는 2012년 하계 올림픽에서 우크라이나 대표로 여자 유도 +78kg 종목에 참가했다.
일부 자료에서는 킨제르스카가 우크라이나 흐멜니츠키주 바코타에서 태어났다는 사실을 지적한다. 킨제르스카는 2016년에 아제르바이잔 선수와 결혼했다. 그들은 1년 후 아제르바이잔으로 이주했고 그녀는 그 이후로 아제르바이잔이라는 나라를 대표했다. 2020년 도쿄 올림픽을 참가해 유도 동메달을 획득했다.